# NGC 4696
NGC 4696 este o brightest cluster galaxy⁠(d) situată în constelația Centaurul. A fost descoperită în 1826 de către James Dunlop. Se află la o distanță de 35,48 de megaparseci de Pământ.